# Hilandar
Samostan Hilandar (srbsko Манастир Хиландар, Manastir Hilandar, grško starogrško Μονή Χιλανδαρίου, Moní Chilandaríou) je eden od dvajsetih pravoslavnih samostanov na gori Atos v Grčiji. Na spodbudo Svetega Save, ki je bil na Atosu od leta 1191, ga je leta 1198   ustanovil njegov oče, nekdanji srbski veliki knez Stefan Nemanja (1166-1196). Stefan je po odstopu s prestola postal običajen menih Simeon in se kmalu zatem pridružil svojemu sinu Svetemu Savi, kasnejšemu nadškofu Srbije.
Hilandar je kmalu po ustanovitvi postal središče srbskega verskega in kulturnega življenja in prva srbska univerza. V hierarhiji dvajsetih suverenih atoških samostanov zaseda četrto mesto. Za samostansko opatinjo se šteje Triroka Mati Božja  (Trojeručica).

## Ime
Ime Hilandar izhaja verjetno iz grške besede chelandion  (helandija), ki pomeni bizantinsko vojno galejo, katere kapitan se je imenoval chelandaris.

## Ustanovitev
Samostan je bil ustanovljen leta 1198, ko je bizantinski cesar Aleksej III. Angel (1195–1203) na spodbudo atoške meniške skupnosti z zlato bulo doniral starodavni samostan Hilandaris "Srbom kot večno darilo". Samostan naj bi sprejemal vernike srbskega porekla, ki  bi želeli živeti meniško življenje samostanov Iberije in Amalfija, izvzetih iz kakršne koli oblasti, vključno z avtoriteto protosa. Hilandar je bil prepuščen Svetemu Savi in Svetemu Simeonu, ki sta ga obnovila in  posvetila in ga kmalu povišala na cesarsko raven. Samostan je postal ogelni kamen verskega, izobraževalnega in kulturnega življenja srbskega ljudstva.
Starodavni predsrbski samostan Helandaris je bil prvič omenjen v grškem rokopisu iz leta 1015 kot "popolnoma zapuščen in prazen" in zato začasno  prepuščen samostanu Konstamonit. Ustanovitelj samostana je bil verjetno nek Jurij Hilandarij, ki so ga leta 980 na Atosu zelo spoštovali. Samostanska cerkev je bila posvečena Prihodu Matere Božje v tempelj (Vavedenje, 21. november). Samostan je kmalu po ustanovitvi postal cilj  neprestanih napadov piratov. 
Po vzpostavitvi srbske oblasti znotraj samostana sta Sveti Sava in Sveti Simeon v letih 1198-1200 skupaj zgradila samostansko cerkev Prihoda Matere Božje v tempelj,   Stolp Svetega Save, Kambanski stolp in meniške celice Svetega Simeona. Finančna sredstva za obnovo in novogradnje je prispeval srbski veliki knez Štefan Prvokronani, srednji sin Svetega Simeona in starejši brat Svetega Save. Sveti Simeon je kot ustanovitelj samostana izdal posebno ustanovitveno listino ali zlato bulo. Listina je bila uničena med nemškim bombardiranjem Beograda 6. aprila 1941, v katerem je bila do tal porušena zgradba Srbske narodne knjižnice. Leta 1199 se je v samostan  preselilo veliko srbskih menihov. Za vzdrževanje je dobil v last velike zemljiške posesti (metoh ali metohija) in denar od taks, pobranih  v številnih vaseh, predvsem v Metohiji. 
Sveti Simeon je umrl v samostanu 13. februarja 1200. Pokopali so ga ob glavni samostanski cerkvi  Prihoda Matere Božje v tempelj.  Njegovo telo je ostalo v samostanu do leta 1208, ko je bilo na njegovo željo prenešeno v Srbijo v matično cerkev vseh srbskih cerkva v samostanu Studenica, zgrajeno leta 1196.  Po prenosu posmrtnih ostankov Svetega Simeona je na mestu njegovega prvega groba zrasla vinska trta, ki rodi čudežno grozdje in semena, ki jih kot blagoslov pošiljajo zakoncem brez otrok.  Sveti Sava se je po očetovi smrti umaknil v svojo  puščavniško celico v Kariesu, kjer je dokončal pisanje  Karejskega tipika, knjige direktiv, ki so izoblikovale puščavniško meništvo po celem srbskem ozemlju.   Napisal je tudi Hilandarski tipik, ki je urejal duhovno življenje v samostanih, organizacijo služb in dolžnosti meniških skupnosti. Hilandarski tipik se je delno zgledoval po tipiku samostana Theotokos Evergetis v Carigradu.

## Obdobje Nemanjićev in poznega Bizantinskega cesarstva
Četrti križarski vojni in opustošenju  Carigrada leta 1204 je sledila latinska (katoliška)  okupacija  Atosa. Samostani so postali predmet plenjenja brez primere. Sveti Sava je zato odpotoval v Srbijo, da bi zagotovil več virov za vzdrževanje Hilandarja. Odpotoval je tudi v Sveto deželo, kjer je obiskal samostan Svetega Save Posvečenega (Mar Saba) v Palestini. V njem je dobil ikono Triroke Matere Božje, delo svetega Janeza Damaščanskega. Slednji je samostanskim bratom v  Mar Sabi v oporoki ukazal, da se čudežna ikona vključi v staro prerokbo  ustanovitelja samostana svetega Save Posvečenega. Sava Posvečeni je več stoletij pred tem zadolžil samostanske brate, da podarijo ikono doječe Matere Božje in njegovo igumansko palico "njegovemu soimenjaku, menihu kraljevske krvi iz daljnje dežele", če bo med njegovim čaščenjem svete ikone  igumanova palica, obešena nad njegovim grobom, padla na tla.
Srbska kralja  Štefan Radoslav in Štefan Vladislav, nečaka Svetega Save, sta znatno obdarila samostan z novimi zemljiškimi posestmi in  drugimi viri dohodkov. Kralj Uroš je zaradi slabih izkušenj s pohlepnimi katoliškimi križarji po četrti križarski vojni zgradil okoli samostana močno obzidje z obrambnim stolpom Kristusova preobrazba. Kralj Dragutin je samostan razširil, izboljšal in okrepil samostanske utrdbe in povečal njegove dohodke z novimi metohi. Ko se je latinska okupacija tega dela nekdanjega Bizantinskega cesarstva končala, se je začel nov val roparskih pohodov na atoške samostane. V prvih letih 14. stoletja so Sveto goro stalno napadali  najemniški pirati Velike katalonske družbe, pustošili po samostanih, kradli zaklade in relikvije in terorizirali menihe. Od 300 samostanov je bil Hilandar eden od 35, ki so preživeli njihovo nasilje. Velike zasluge za preživetje je imel iguman Danilo, ki je kasneje postal srbski nadškof Danilo II.
Za največjega in najpomembnejšega graditelja hilandarskega samostanskega kompleksa se šteje kralj Milutin. Leta 1320 je popolnoma prenovil glavno samostansko cerkev, ki je dobila sedanjo podobo in postala simbol Hilandarja. Samostanski kompleks je razširil proti severu, zgradil nove celice in utrdbe in glavna vrata v kapelo svetega Nikolaja, prizidka k novozgrajeni samostanski jedilnici. Med Milutinovim vladanjem je bila dokončana gradnja več obrambnih stolpov, Milutinovega stolpa med samostanskim pristaniščem in vzhodnim obzidjem in stolpa Hrusija na obali. Med njegovim vladanjem so se izvedla tudi obširna ikonografska dela v cerkvi, jedilnici in pokopališki cerkvi. Število menihov se je izredno povečalo, zlasti potem, ko je samostanu veliko zemlje v Grčiji doniral bizantinski cesar Andronik II. Paleolog.
V času srbskega kralja in carja Dušana je cel  Atos prišel pod njegovo oblast. Med njegovim vladanjem je Hilandar doživel največji razcvet. Car je izredno podpiral samostan in mu daroval več posestev v Srbiji in Grčiji. Hilandar še vedno poseduje petino vse obdelovalne zemlje na Atosu. Samostan je podpirala tudi srbska aristokracija, med njimi sebastokrator Vlatko, veliki vojvoda Nikola Stanjević, despot Dejan in drugi. Leta 1347 se je car Dušan umaknil v Hilandar pred epidemijo kuge, ki je opustošila Balkan. S seboj je vzel tudi soprogo Jeleno, s čimer je prekršil stroga samostanska pravila, da na atoška tla ne sme stopiti ženska noga. Ustno izročilo pravi, da cesarica ni stopila na tla, ker jo je njeno spremstvo ves čas vozilo ali nosilo. Hilandarski menihi so v spomin na Dušanov obisk postavili velik križ in posadili "carsko oljko" na mestu, kjer so ga sprejeli. Car Dušan je okoli leta 1350 zgradil cerkev Svetih nadangelov in razširil samostansko bolnišnico, carica Jelena pa je v Kariesu ustanovila samostansko celico, posvečeno Svetemu Savi. Hilandar in Atos sta  v Srbiji že pred tem uživala veliko spoštovanje, ker je hilandarski iguman Sveti Sava postal srbski patriarh Sava IV. Po Dušanovi smrti leta 1355 je Hilandar še naprej cvetel. Podpirali so ga Dušanov sin Stefan Uroš V. in visoko plemstvo, med njimi knez  Lazar Hrebeljanović, ki je leta 1380 zgradil narteks ob zahodni strani glavnega vhoda v cerkev  Triroke Matere Božje. Do konca 14. stoletja  je Hilandar služil kot zatočišče številnim pripadnikom srbskega plemstva.

## Osmansko obdobje in sedanjost
Bizantinsko cesarstvo so  15. stoletju uničili Osmanski Turki in ustanovili Osmanski kalifat. Atoški  menihi so poskušali vzpostaviti znosne odnose z osmanskimi  sultani in so se po okupaciji Soluna leta 1430 pri Muratu II. zavezali k poslušnosti kljub nasilju in brezpravju, ki je sledilo. Veliko srbskih menihov se je umaknilo v Srbijo. Da bi ublažil napetosti v odnosih s krščanskimi podložniki, je moral Murat II. priznati lastniške pravice in privilegije vseh samostanov, ki jih je leta 1457 dodatno potrdil in zavaroval sultan Mehmed II. Samostojnost atoških samostanov je bila do neke mere zagotovljena.
Albanski plemič Ivan I. Kastriot je leta 1426 samostanu doniral takso, zbrano v vaseh Rostuša in Trebište na Kosovu. Med preostalimi lokalnimi pravoslavnimi aristokrati, ki so podpirali Hilandar, so bili tudi Ivanovi sinovi, vključno s Skenderbegom,  narodnim herojem in silnim borcem proti osmanski okupaciji. Ker so Ivan Kastriot in njegovi sinovi kupili adelfate, ki so jim zagotovili pravico doživljenjskega upokojenskega bivanja v samostanu, so hilandarski Stolp svetega Jurija v njihovo čast preimenovali v Albanski stolp (srbsko Арбанашки пирг, Arbanaški pirg). Po upokojitvi in prevzemu samostanskih zaobljub se je hilandarskemu  bratstvu pridružil tudi Ivanov sin Repoša, ki je v samostanu umrl 25. julija 1431. Sinu je sledil Ivan Kastriot, ki je kot brat Joahim umrl 4. maja 1437.
Po padcu Srbskega despotata v vojni z Osmanskim cesarstvom leta 1459 je Hilandar izgubil svojega glavnega zaščitnika in dobrotnika in začel iskati podporo iz drugih virov. Leta 1503 je Angelina Branković, žena srbskega despota Stafana Brankovića, prvič zaprosila za pomoč velikega moskovskega kneza Vasilija III. Ivanoviča, da bi zaščitil Hilandar. Delegacija igumana Pajsija s tremi menihi je obiskala Moskvo leta 1550 s prošnjo, da ruski car Ivan IV. Vasiljevič Grozni pri Visoki porti v Istanbulu izposluje zaščito Hilandarja. Ivan IV. je vzel samostan pod svojo osebno zaščito in zgradil nove meniške celice. Marca 1556 je Ivan IV., katerega stara mati je bila iz srbske plemiške družine Jakšič, podaril hilandarskemu samostanu zemljišče v Moskvi nedaleč od Kremlja  z vsemi potrebnimi zgradbami.
V 17. stoletju se je število srbskih menihov zmanjšalo, po katastrofalnem požaru leta 1722 pa povsem upadlo. Ruski romar Vasilij Barski je v poročilu leta 1745  zapisal, da so Hilandar takrat vodili bolgarski menihi. V samostanu so takrat živeli Ikarion Mariopolski, Sofronij iz Vrac in Matej Preobraženski. Sveti Pajsij Hilandarski je začel pisati svojo revolucionarno Slovansko-bolgarsko zgodovino. Bolgari so v samostanu prevladovali do poznega 19. stoletja.
Leta 1913 je bila srbska skupnost na Atosu dokaj velika. Atoški protos je bil srbski predstavnik Hilandarja.

### Sedanjost
V 1970. letih je grška vlada ponudila gradnjo električnega omrežja po celem Atosu. Sveti koncil gore Atos je ponudbo zavrnil. Vsak samostan je imel svoj, praviloma obnovljiv vir energije. V 1980. letih je bila kljub temu izvedena elektrifikacija Hilandarja. Enegija se porablja predvsem za razsvetljavo in ogrevanje.
4. marca 2004 je v Hilandarju izbruhnil požar, v katerem je znotraj obzidja zgorela približno polovica zgradb. Požar je uničil predvsem severni del samostanskega kompleksa, vključno s pekarno. Knjižnica in veliko samostanskih ikon je bilo rešenih. Obnova samostana še poteka.

## Sveti predmeti
Med številnimi relikvijami in drugimi svetimi  predmeti v samostanski zakladnici je čudovita ikona Matere Božje, katere praznik se praznuje 12. januarja. Ker  se na Atosu uporablja tradicionalni julijanski koledar,  se 12. januar ujema s 25 januarjem po gregorijanskem koledarju.
Samostan poseduje tudi čudežno ikono Triroke Matere Božje (grško Παναγία Τριχερούσα, Panagia Tricherousa, srbsko Тројеручицa, Trojeručica), povezano s čudežno ozdravitvijo svetega Janeza Damaščana. Sv. Janez je okoli leta 717 postal menih v samostanu Mar Saba v okolici Jeruzalema in omenjeno ikono podaril samostanu. Kasneje je bila ikona podarjena Svetemu Savi, ki so ga zelo slavili v Ruski pravoslavni Serkvi.  Ikona ima dva praznična dneva: 28. junij (11. julij) in 12. julij (25. julij). V samostanski zakladnici je tudi meč carja Stefana Dušana (Silnega).
V samostanski knjižnici je 181 grških in 809 slovanskih rokopisov in približno 20.000 tiskanih knjig, med njimi 3.000 grških).
V samostanu je okoli 45 dejavnih menihov.